# 短穗石龙刍
短穗石龙刍（学名：Lepironia mucronata var. compressa）为莎草科石龙刍属下的一个变种。

## 扩展阅读
- 維基物種上的相關：短穗石龙刍